# Spilosoma bifasciata
Spilosoma bifasciata är en fjärilsart som beskrevs av Butler 1881. Spilosoma bifasciata ingår i släktet Spilosoma och familjen björnspinnare. Inga underarter finns listade i Catalogue of Life.